# Marina Šamal'
Marina Jakubovna Šamal', coniugata Lužkovskaja (in russo Марина Якубовна Шамаль, Лужковская?; Mosca, 9 aprile 1939), è un'ex nuotatrice sovietica.
Specializzata nello stile libero, ha partecipato ai Giochi di Roma 1960, gareggiando nei 100m sl e nelle Staffette 4x100m sl e 4x100m misti.
Era la moglie del nuotatore olimpico Igor' Lužkovskij.